# Pontiac LeMans (1988)
Pontiac LeMans – samochód osobowy klasy kompaktowej produkowany pod amerykańską marką Pontiac w latach 1988 – 1993.

## Historia i opis modelu

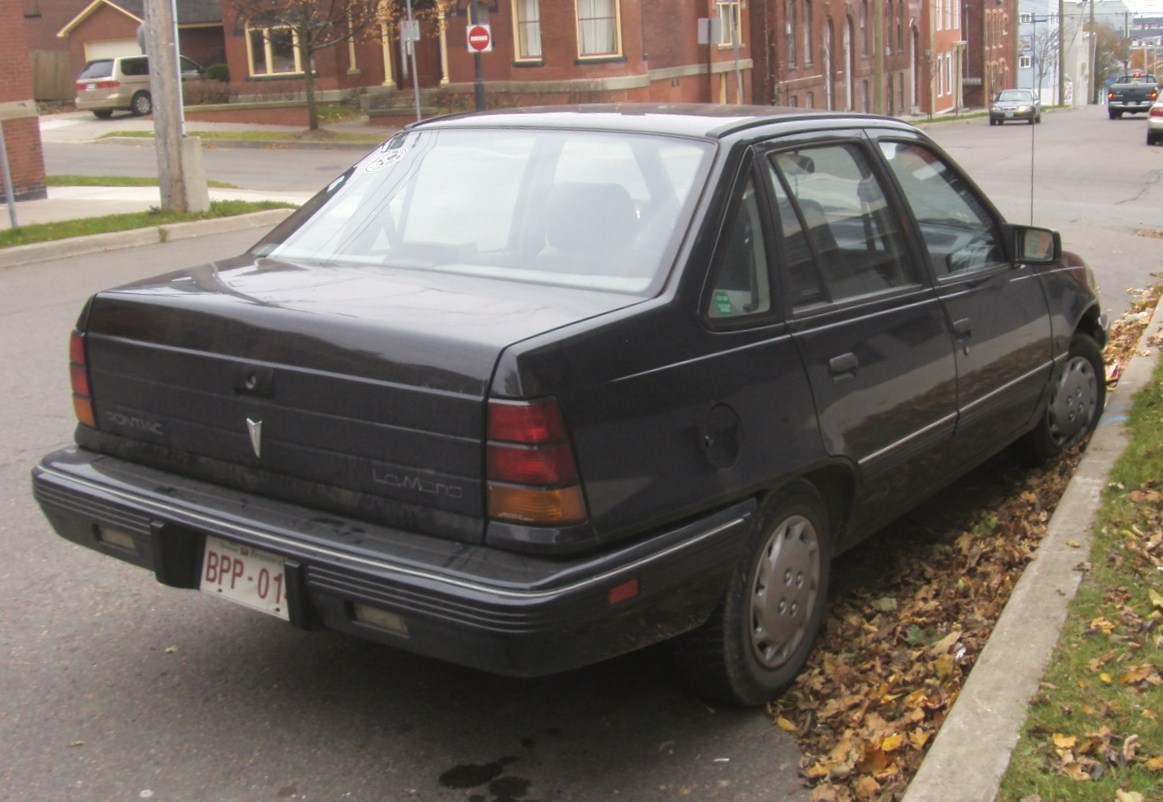
Pontiac LeMans - tył

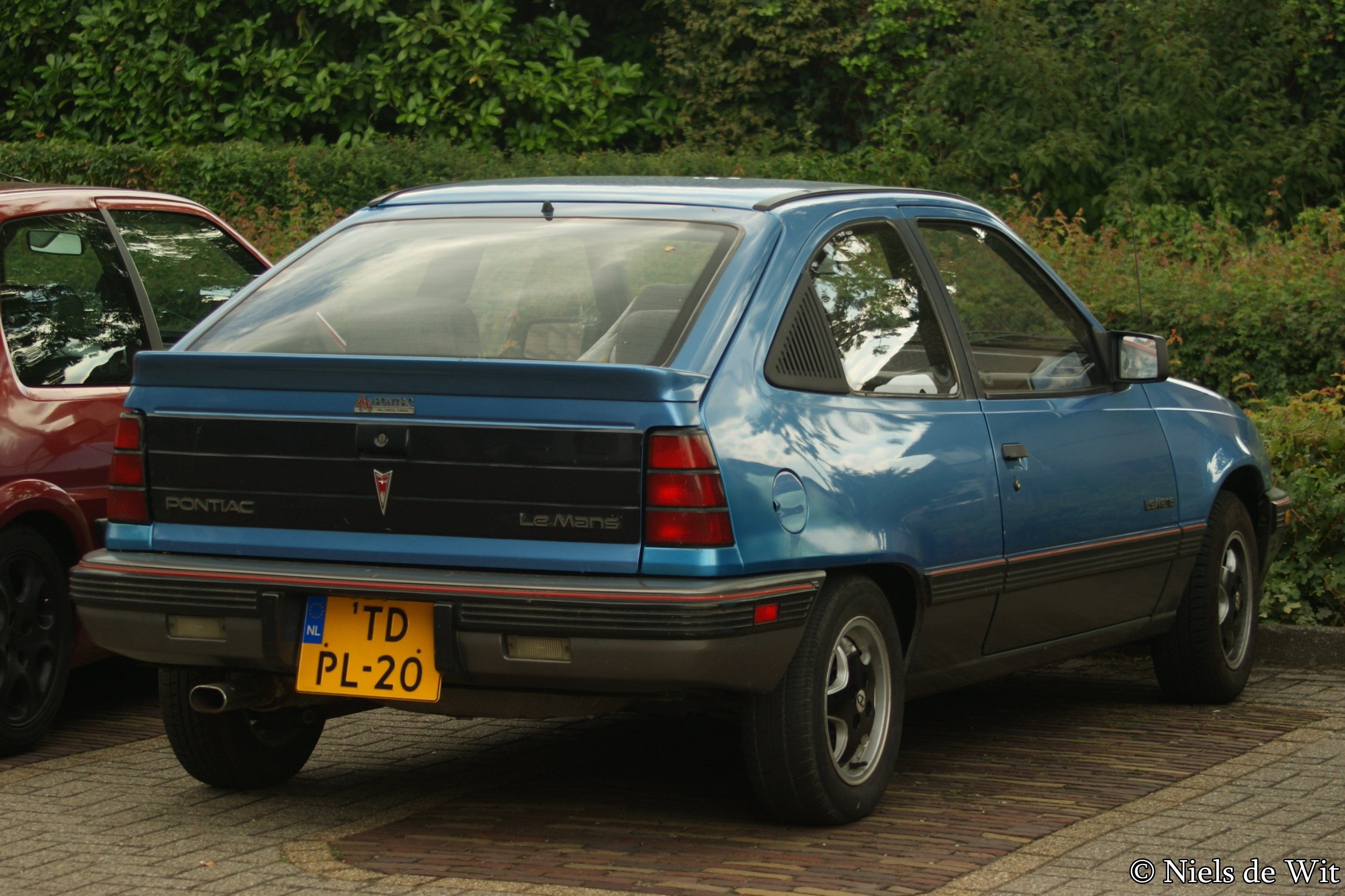
Pontiac LeMans Hatchback

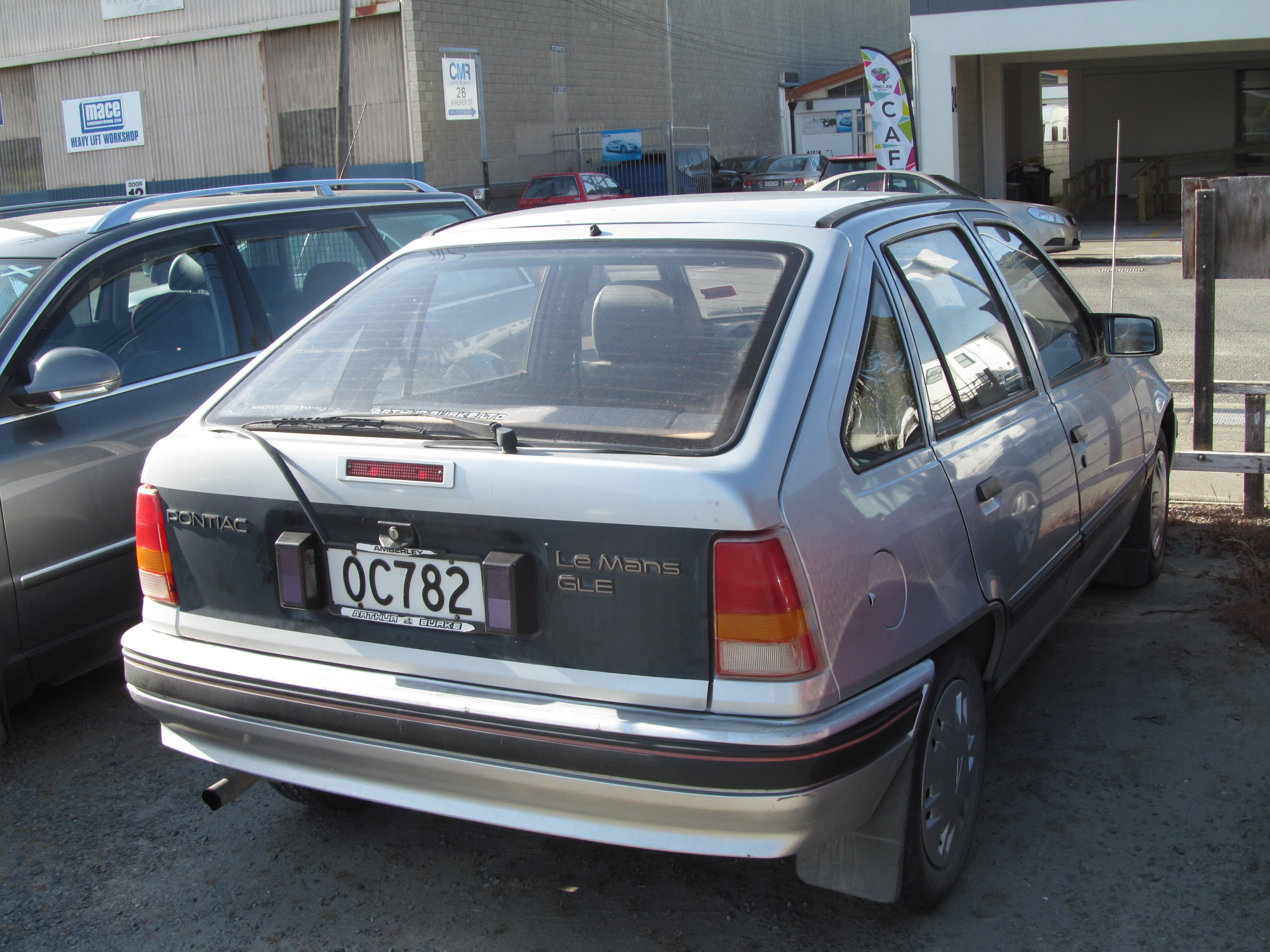
nowozelandzki Pontiac LeMans

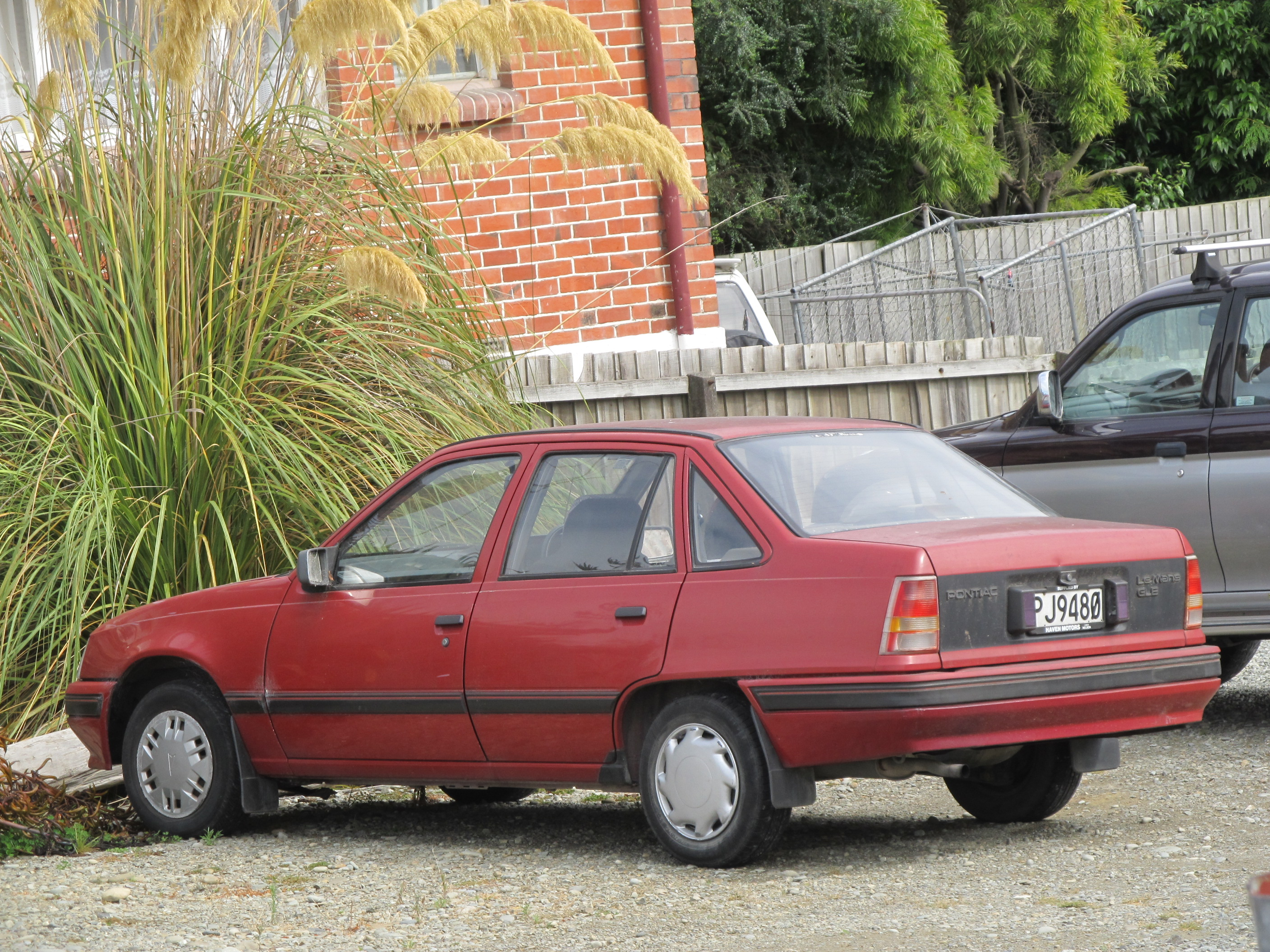
nowozelandzki Pontiac LeMans Sedan

W 1988 roku General Motors zdecydowało się uzupełnić ofertę marki Pontiac w Stanach Zjednoczonych o tani kompaktowy model, który w dotychczasowej ofercie miał zastąpić leciwy pojazd 1000. Otrzymał on stosowaną już dla dużego modelu klasy wyższej w latach 60. i 70. nazwę LeMans, będąc lokalną odmianą Daewoo LeMans importowaną z Korei Południowej w ramach polityki badge engineering.

### Stylistyka
Pod kątem wizualnym, amerykański Pontiac LeMans odróżniał się zmodyfikowanym na lokalne potrzeby oświetleniem w reflektorach, inną atrapą chłodnicy przedzieloną na pół charakterystycznym logo producenta, a także poszerzonym przednim zderzakiem.
Duże różnice wizualne były widoczne także w tylnej części nadwozia, gdzie pojawiły się zmodyfikowane lampy, duża czarna nakładka na klapie bagażnika z wyeksponowanym logo, a także umieszczona na zderzaku tablica rejestracyjna.

### Sprzedaż
Pontiac LeMans był sprzedawany między 1988 a 1993 rokiem jako pojazd przeznaczony wyłącznie na rynek Stanów Zjednoczonych. W sąsiedniej Kanadzie pojazd importowano z Korei Południowej pod innymi, lokalnymi markami - najpierw w latach 1988–1991 pod marką Passport jako Passport Optima, a ostatecznie w latach 1991–1993 z logo marki Asüna jako Asüna GT i SE.

### Nowa Zelandia
Poza Stanami Zjednoczonymi, Pontiac LeMans od 1989 roku był oferowany także w Nowej Zelandii, będąc pierwszym modelem tej marki sprzedawanym poza Ameryką Północną od lat 60. XX wieku.
Tutejsza odmiana LeMans w obszernym zakresie różniła się wizualnie od północnoamerykańskiego odpowiednika. Inne były reflektory, identyczne względem koreańskiego LeMans, a także zderzaki. Duże różnice widoczne były też z tyłu, gdzie tablicę rejestracyjną umieszczono na klapie bagażnika.
W sąsiedniej Australii, samochód oferowano pod oryginalną marką Daewoo jako Daewoo 1.5l.

### Silniki
- L4 1.5l A15MF
- L4 1.6l G16SF
- L4 2.0l C20LZ